# Hitorigami
Gli Hitorigami (独神) sono divinità shintō (kami) che sono nate sole, al contrario di quelle che sono nate come coppie maschio-femmina. Secondo il Kojiki, questo gruppo include le "tre divinità della creazione" e i "kami celesti separati".  Sono descritti mentre si nascondono una volta raggiunta la consapevolezza. Si dice che la maggior parte sia stata creata dall'"essenza maschile" e, come tale, sia di sesso maschile.
Due hitorigami, Kunitokotachi e Amenominakanushi, convocarono la coppia divina di Izanagi e Izanami e li incaricarono di creare la prima terra nell'acqua salata vorticosa che esisteva sotto i cieli.

## Lista di Hitorigami
Tre divinità della creazione
- Amenominakanushi
- Takamimusuhi
- Kamimusuhi

Kami celesti separati (elenco parziale)
- Umashiashikabihikoji
- Amenotokotachi
- Kunitokotachi
- Toyokumon